# Скочково (Краснополянське сільське поселення)
Скочко́во (рос. Скочково) — присілок у складі Нікольського району Вологодської області, Росія. Входить до складу Краснополянського сільського поселення.

## Населення
Населення — 79 осіб (2010; 108 у 2002).
Національний склад (станом на 2002 рік):
- росіяни — 99 %